# Adrian Jastraban
Adrian Jastraban (* 23. března 1969 Banská Bystrica) je slovenský herec žijící a působící především v České republice.

## Život
Svá vysokoškolská studia začal Jastraban v Bratislavě na tamní Vysoké škole múzických umění, kde se věnoval loutkoherectví. Po dvou letech změnil školu a odešel do Brna na Janáčkovu akademii múzických umění. V Brně ale nestudoval loutkoherectví, nýbrž činohru. Po jejím dokončení získal trvalé angažmá v Moravském divadle Olomouc, kde zůstal deset let. Posléze ale přešel do Prahy, kde hrál v Divadle Bez zábradlí, které následně vystřídal za divadelní spolek Kašpar.

## Role
Ztvárnil také několik rolí v televizi či ve filmu. Hrál v seriálech Strážce duší (2003), Hop nebo trop (2004) či Pustina (2016) nebo ve filmech Zpráva o putování studentů Petra a Jakuba (2000), Účastníci zájezdu (2006), Jan Hus (2015), Přání k mání (2017), Dubček (2018) a Havel (2020).
V letech 2005–2022 působil v seriálu Ulice v roli Bedřicha Lišky.